# Oncocnemis extremis
Oncocnemis extremis är en fjärilsart som beskrevs av Smith 1890. Oncocnemis extremis ingår i släktet Oncocnemis och familjen nattflyn. Inga underarter finns listade i Catalogue of Life.